# Erisma arietinum
Erisma arietinum là một loài thực vật có hoa trong họ Vochysiaceae. Loài này được M.L.Kawas. mô tả khoa học đầu tiên năm 1998.